# Хаменова, Бакытгуль Кайржановна
Бакытгуль Кайржановна Хаменова (9 апреля 1981, Атырау, Казахская ССР, СССР) — казахстанский государственный деятель. кандидат филологических наук (2009).

## Биография
Родилась 9 апреля 1981 года в городе Атырау. Происходит из подрода құлкеш рода бериш племени байулы.
В 2001 году окончила Атырауский государственный университет имени Х. Досмухамедова по специальности «учитель казахского языка и литературы».
В 2005 году окончила аспирантуру филологического факультета Казахский национальный университет им. Аль-Фараби по специальности «филолог».
В 2009 году окончила Атырауский институт Нефти и Газа по специальности «инженер нефти и газа».
Окончила Западно-Казахстанский государственный университет имени М. Утемисова, бакалавр экономики и бизнеса.

## Трудовая деятельность
С 1999 по 2001 годы — диктор Атырауской областной телерадиокомпании.
С 2001 по 2004 годы — преподаватель казахского языка в русских группах Атырауского института Нефти и Газа.
С 2001 по 2003 годы — заместитель директора по воспитательной работе Элитарной школы при Атырауском Государственном университете им. Х. Досмухамедова.
С 2003 по 2004 годы — корреспондент телеканала «Рахат ТВ».
С 2002 по 2008 годы — преподаватель кафедры «Казахская литература и журналистика» Атырауского государственного университета имени Х. Досмухамедова.
С 2005 по март 2016 года — директор Прикаспийского современного колледжа г. Атырау.
С 24 марта 2016 года по 13 марта 2020 года — Депутат Мажилиса Парламента Республики Казахстан VI созыва от партии «Нур Отан», Член Комитета по вопросам экологии и природопользованию. После предложения отразить заслуги Назарбаева в Конституции была высмеяна казахстанцами.
С 2020 по 2022 годы  — заместитель акима Атырауской области. 10 декабря, после окончания допроса заместителя акима Атырауской области Бакытгуль Хаменовой, задержанной по подозрению в получении взятки, её поместили в изолятор временного содержания. Бакытгуль Хаменова и руководитель областного управления культуры Акылбек Рыскалиев получили взятку в размере 4 млн 500 тысяч тенге за заключение договора госзакупки на установку в Атырау памятника Абаю Кунанбаеву. Позже Рыскалиев явился с повинной, а Хаменову задержали и после допроса отправили в ИВС. 15 ноября 2022 года суд приговорил Бакытгуль Хаменову к 7 годам лишения свободы с отсрочкой приговора до достижения ребенком 14 лет.

## Награды и звания
- Почётная грамота Министерства образовании и науки РК
- Почётный работник образования Республики Казахстан (2013)
- Отличник образования Республики Казахстана
- Педагогическая медаль имени «Ыбырая Алтынсарина» (2010)
- Благодарственное письмо Президента РК (2011)
- Медаль «20 летие маслихата Казахстана» (2014)
- Орден «Гордость Экономики» (2015)
- Медаль «20 лет Конституции Республики Казахстан» (2015)
- Медаль «25 лет независимости Республики Казахстан» (2016)
- Орден Курмет (2017)[9][10]
- Медаль НДП «Нур Отан» «Белсенді қызыметі үшін»

## Учёное звание
- 2009 — кандидат филологических наук, диссертация на тему: «Поэзия Темирхана Медетбекова»